# Хемптон (Илиноис)
Хемптон (енгл. Hampton) град је у америчкој савезној држави Илиноис.

## Демографија
По попису из 2010. године број становника је 1.863, што је 237 (14,6%) становника више него 2000. године.
| Група             | 2000.         | 2010.         |
| Белци             | 1.519 (93,4%) | 1.685 (90,4%) |
| Афроамериканци    | 4 (0,2%)      | 17 (0,9%)     |
| Азијати           | 2 (0,1%)      | 2 (0,1%)      |
| Хиспаноамериканци | 80 (4,9%)     | 139 (7,5%)    |
| Укупно            | 1.626         | 1.863         |